# Kleinlobming

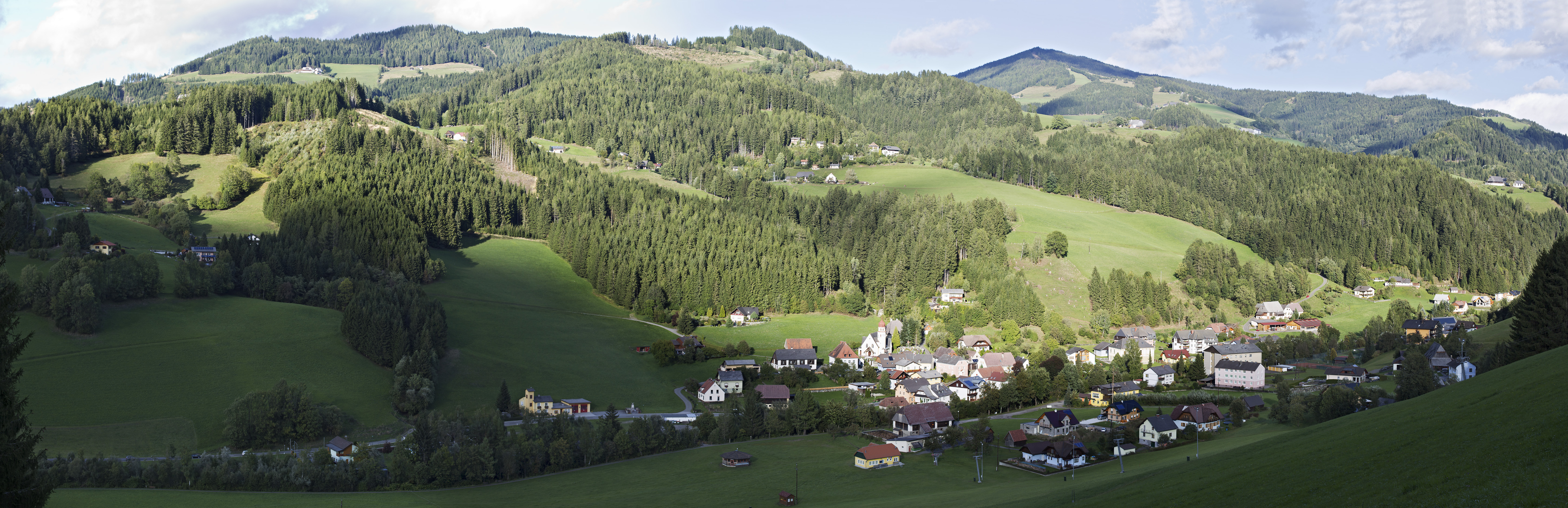
Kleinlobming von Südwesten

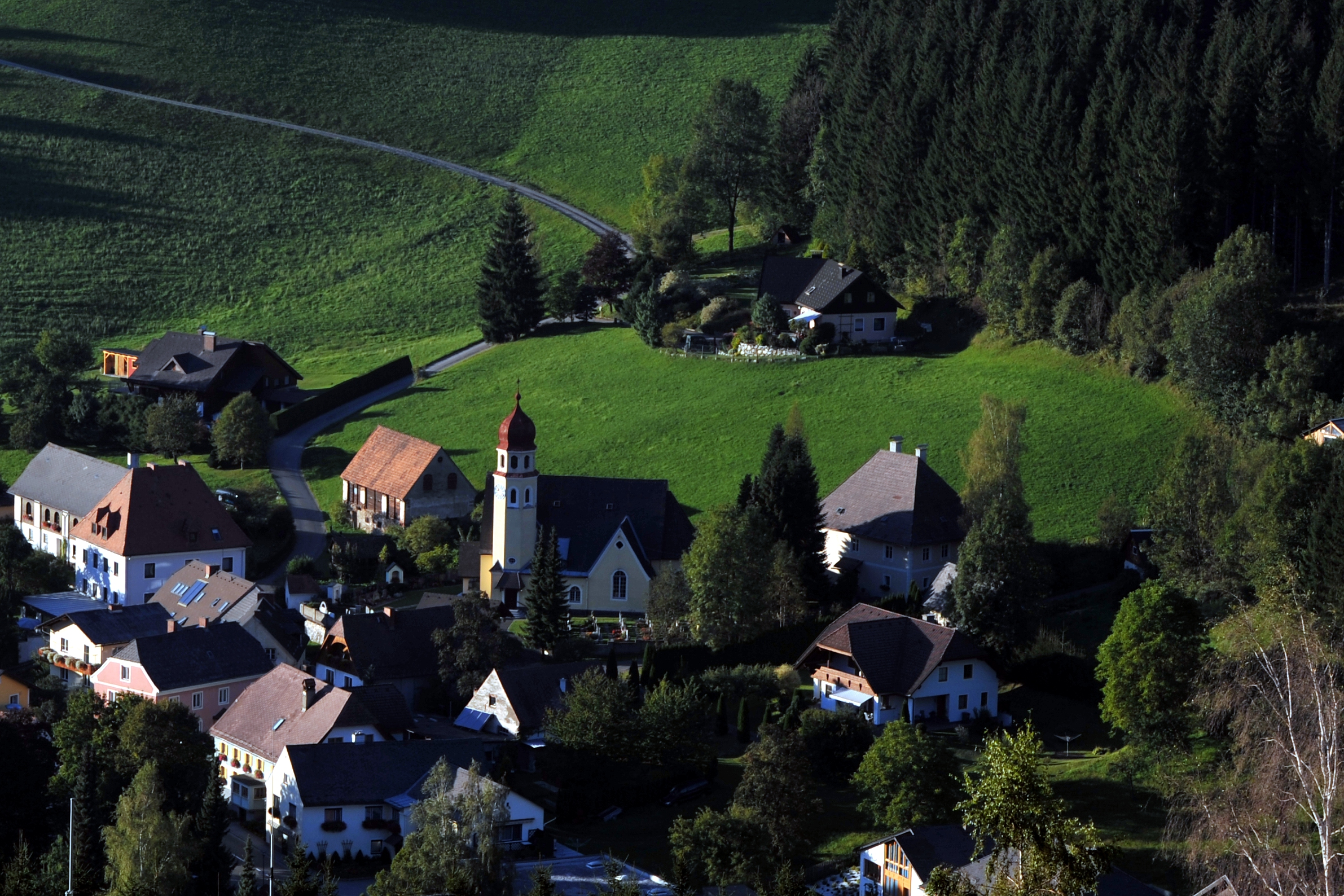
Kleinlobming von oben

Kleinlobming ist eine ehemalige Gemeinde mit 616 Einwohnern (Stand: 1. Jänner 2016) im Bezirk Murtal und Gerichtsbezirk Judenburg in der Steiermark. Im Rahmen der steiermärkischen Gemeindestrukturreform ist Kleinlobming seit 2015 in die Gemeinde Lobmingtal eingegliedert.
Grundlage dafür war das Steiermärkische Gemeindestrukturreformgesetz – StGsrG.
Eine Beschwerde, die von der Gemeinde gegen die Zusammenlegung beim Verfassungsgerichtshof eingebracht wurde, war nicht erfolgreich.

## Geografie

### Geografische Lage
Kleinlobming liegt rund 6,5 km südlich von Knittelfeld im Lobmingbachtal am nordwestlichen Abhang der Gleinalpe.
Das Gebiet umfasst das Lobmingbachtal mit den das Tal begleitenden Hängen der Gleinalpe. Die höchste Erhebung ist mit 1670 m ü. A. der Steinplan. Der tiefste Punkt ist mit 660 m der Punkt, wo der Lobmingbach das Gebiet Richtung Mur verlässt.

### Gliederung
Die Gemeinde gliederte sich in die beiden Katastralgemeinden und gleichnamigen Ortschaften:
Kleinlobming (369 Einwohner) und dem 1958 eingemeindeten Mitterlobming (247 Einwohner) (Stand: 1. Jänner 2016).

### Eingemeindungen
Die heutige Gemeinde entstand 1958 aus dem Zusammenschluss der beiden Gemeinden Kleinlobming und Mitterlobming.
Im Zuge der steirischen Gemeindestrukturreform wurde die Gemeinde Kleinlobming 2015 mit der Gemeinde Großlobming fusioniert und führte 2015 den Namen Großlobming.
Seit 2016 führt die Gemeinde den Namen Lobmingtal.

### Ehemalige Nachbargemeinden
| Großlobming          | Apfelberg, Rachau                           | Rachau, Salla |
| Maria Buch-Feistritz | Kompassrose, die auf Nachbargemeinden zeigt | Salla         |
| Maria Buch-Feistritz | Reisstraße                                  | Salla         |

## Geschichte
Die Besiedlung des Lobmingtales erfolgte im 7. und 8. nachchristlichen Jahrhundert durch slawische Siedler. Dies lässt sich durch die slawischen Ortsnamen Lobming (von lom) und Lobmingbach (von lomnik) herleiten.
Die erste urkundliche Erwähnung stammt aus dem Jahre 927.
1066 erhielten die Eppensteiner die Pfarr-Rechte an der Kirche zu Lomnicha am Fuße der Piberalpe (= Stubalpe). Für das 12. und 13. Jahrhundert ist das Ministerialengeschlecht der Lobminger nachzuweisen, die Reste einer ihrer Burgen befinden sich im Sulzgraben.
1849/50 wurde die politische Gemeinde Kleinlobming errichtet.
Um 1885 prägte der Reichsrats- und Landtagsabgeordnete Michael Brandl vulgo Hauser die politische Geschichte Lobmings und der Obersteiermark. Die Bevölkerungszahl betrug 1075 Personen.
1958 wurde unter dem damaligen Bürgermeister und Abgeordneten zum Nationalrat Johann Schrotter die vordem eigenständige Gemeinde Mitterlobming eingemeindet.

## Kultur und Sehenswürdigkeiten

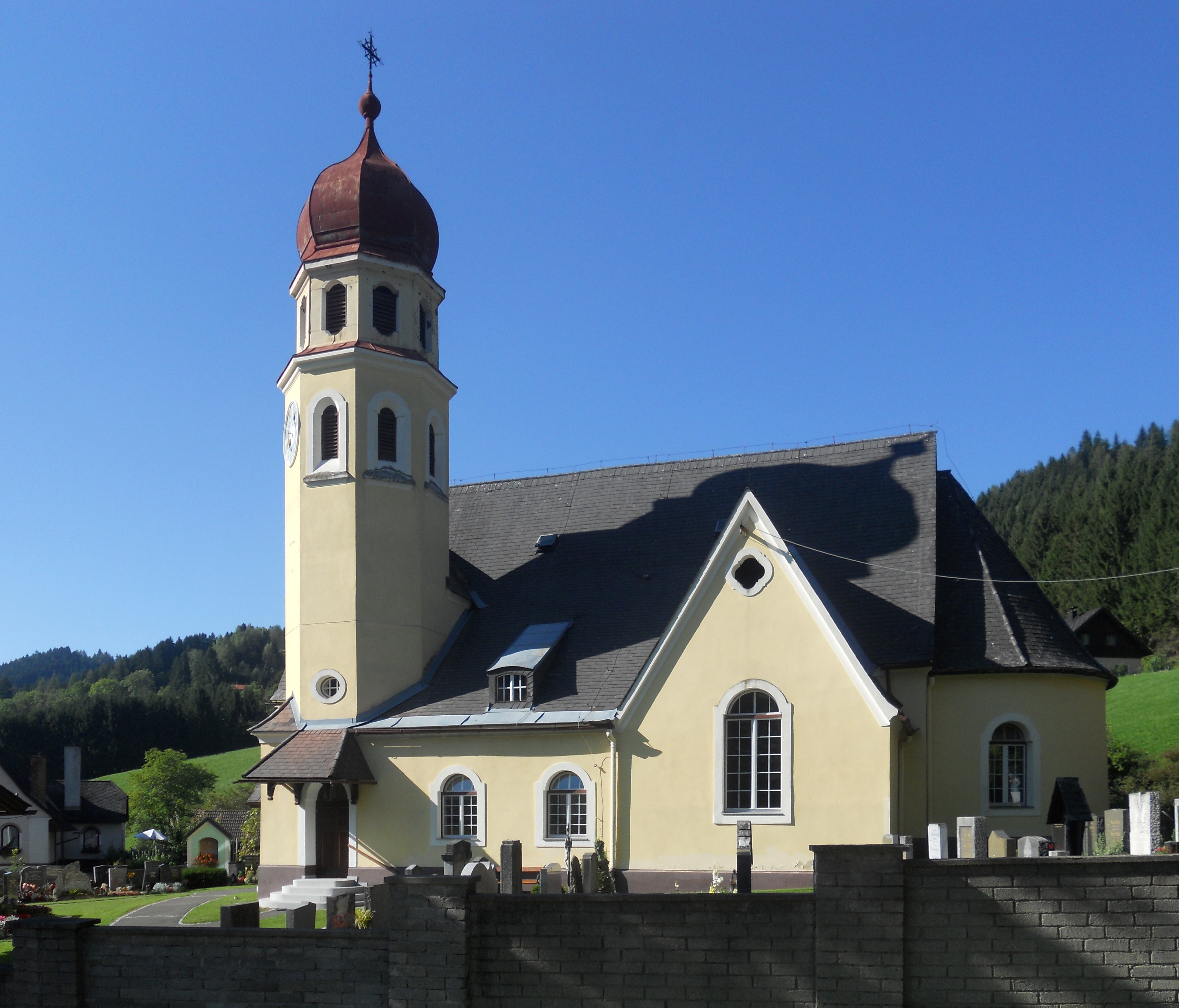
Pfarrkirche Kleinlobming

- Katholische Pfarrkirche Kleinlobming hl. Thomas

## Bevölkerung
Kleinlobming hatte laut Volkszählung 2001 721 Einwohner. 96,3 % der Bevölkerung besaßen die österreichische Staatsbürgerschaft. Zur römisch-katholischen Kirche bekannten sich 96,5 % der Einwohner, 0,1 % zur evangelischen Kirche. 2,5 % waren ohne religiöses Bekenntnis.

## Wirtschaft und Infrastruktur
Laut Arbeitsstättenzählung 2001 gab es 34 Arbeitsstätten mit 118 Beschäftigten sowie 198 Auspendler und 50 Einpendler. Es gab 80 land- und forstwirtschaftliche Betriebe (davon 42 im Haupterwerb), die zusammen 4133 ha bewirtschafteten (1999).
Die Waldfläche beträgt rund 3500 ha.
Die Verkehrserschließung erfolgt über Landesstraße Lobmingerstraße L 504. An der südlichen Gebietsgrenze verläuft die Gaberl Straße B 77 als Verbindung vom Murboden Richtung Graz.
Neben einigen holzverarbeitenden Betrieben spielen die Gasthöfe entlang der Gaberl Straße sowie das kleine Skigebiet Kleinlobming und das Freibad wirtschaftlich eine gewisse Rolle im strukturschwachen Gebiet.

## Politik
Der Gemeinderat bestand aus neun Mitgliedern und setzte sich seit der Gemeinderatswahl 2010 aus Mandataren der folgenden Parteien zusammen:
- 6 ÖVP
- 2 FPÖ
- 1 SPÖ

Die ÖVP stellte mit Anton Reißner den letzten Bürgermeister.

## Wappen
Seit 1. Juni 1993 war Lobming zur Führung eines Gemeindewappens, das dem Hl. Thomas gewidmet ist, berechtigt.

Blasonierung (Wappenbeschreibung):
„In rotem Schild mit goldenen Flanken in Distelblattschnitt golden wachsend eine Lanze, eine Laubkrone durchstoßend“.
Wegen der Gemeindezusammenlegung verlor das Wappen mit 1. Jänner 2015 seine offizielle Gültigkeit.

## Söhne und Töchter der Gemeinde
- Johann Schrotter (1922–2005), Politiker der ÖVP, Abgeordneter zum Nationalrat 1962–1975
- Stefan Eichberger (* 2000), Skirennläufer